# Thomas Gibson
Thomas Ellis Gibson (Charleston (South Carolina), 3 juli 1962) is een Amerikaans acteur.
Gibson is onder andere bekend als Greg uit de serie Dharma & Greg en als Aaron Hotchner uit de serie Criminal Minds.
Gibson begon zijn acteercarrière op 10-jarige leeftijd, toen hij deelnam aan het kindertheater. Hij trad op en studeerde met de Footlight Players in het Dock Street Theater. Zijn eerste hoofdrol in een stuk was in 1973. Zes jaar later studeerde hij aan de College of Charleston. Al snel won hij een beurs en ging studeren aan de befaamde Julliard School. Hij studeerde af en maakte zijn professionele toneeldebuut in 1985, in het stuk Hare's A Map of the World. Hij kreeg zijn doorbraak op het witte doek in 1992, toen hij een hoofdrol kreeg in Far and Away. Gedurende de jaren 90 verscheen hij in enkele prominente mini-series, alvorens als Greg Montgomery te belanden in de eerder genoemde serie Dharma & Greg.
Gibson trouwde in 1993 en kreeg met zijn vrouw drie kinderen, twee zoons en een dochter. Het gezin woonde in San Antonio, Texas. In 2014 vroeg Gibson een scheiding aan en in 2018 was deze rond.

## Filmografie
- Leg Work Televisieserie - Robbie (Afl. All This and a Gold Card Too, 1987)
- The Guiding Light Televisieserie - Peter Latham (Afl. onbekend, 1987)
- Lincoln (Televisiefilm, 1988) - William Sprague
- As the World Turns Televisieserie - Derek Mason (Afl. onbekend, 1988-1990)
- The Kennedys of Massachusetts (Mini-serie, 1990) - Peter Fitzwilliam
- Another World Televisieserie - Sam Fowler #2 (Afl. onbekend, 1990)
- Far and Away (1992) - Stephen Chase
- Love & Human Remains (1993) - David
- Tales of the City (Mini-serie, 1993) - Beauchamp Day
- The Age of Innocence (1993) - Toneelacteur
- Barcelona (1994) - Dickie Taylor
- Men of War (1994) - Warren
- Sleep with Me (1994) - Nigel
- Secrets (Televisiefilm, 1995) - Hailus Tuckman
- Night Visitors (Televisiefilm, 1996) - Ross Williams
- Caroline in the City Televisieserie - Willard Stevens (Afl. Caroline and the Nice Jewish Boy, 1996)
- To Love, Honor, and Deceive (Televisiefilm, 1996) - Matthew Carpenter/Stuard Buchanan
- The Real Adventures of Jonny Quest Televisieserie - Paul Mornay (Afl. Ghost Quest, 1996, stem)
- The Inheritance (Televisiefilm, 1997) - James Percy
- The Next Step (1997) - Barkeeper
- The Devil's Child (Televisiefilm, 1997) - Alexander Rotha
- Nightmare Street (Televisiefilm, 1998) - Dr. Matt Westbrook/Joe Barnes
- More Tales of the City (Mini-serie, 1998) - Beauchamp Talbot Day
- Sin City Spectacular Televisieserie - Rol onbekend (Episode 1.6, 1998)
- A Will of Their Own (Mini-serie, 1998 - James Maclaren
- Chicago Hope Televisieserie - Father Daniel Nyland (70 afl., 1994-1998)
- Eyes Wide Shut (1999) - Carl Thomas
- Psycho Beach Party (2000) - Kanaka
- The Flintstones in Viva Rock Vegas (2000) - Chip Rockefeller
- Stardom (2000) - Renny Ohayon
- Jack the Dog (2001) - Faith's advocaat
- The Lost Empire (Televisiefilm, 2001) - Nicholas Orton
- Dharma & Greg Televisieserie - Greg Montgomery (119 afl., 1997-2002)
- Manhood (2003) - Faith's advocaat
- Brush with Fate (Televisiefilm, 2003) - Richard
- Evil Never Dies (Televisiefilm, 2003) - Rechercheur Mark Ryan
- Category 6: Day of Destruction (Televisiefilm, 2004) - Mitch Benson
- Come Away Home (2005) - Gary
- Berkeley (2005) - Thomas de parkeerjongen
- In from the Night (Televisiefilm, 2006) - Aiden Byrnes
- I'll Believe You (2007) - Kyle Sweeney
- Criminal Minds Televisieserie - Aaron 'Hotch' Hotchner (2005-2016, 256 afleveringen)
- Shadow Wolves (Televisiefilm, 2020) Colonel Branson

- Biblioteca Nacional de España: XX1627982
- Bibliothèque nationale de France: cb14181370s (data)
- Gemeinsame Normdatei: 1283886715
- International Standard Name Identifier: 0000 0001 1439 0554
- Library of Congress Control Number: no98124780
- Nederlandse Thesaurus van Auteursnamen: 191545465
- SNAC: w6dj9bd0
- Système universitaire de documentation: 162543751
- Virtual International Authority File: 19305470
- WorldCat: E39PBJtRJ3vYgvykKdYvm3j3cP